# Bisselův podvozek

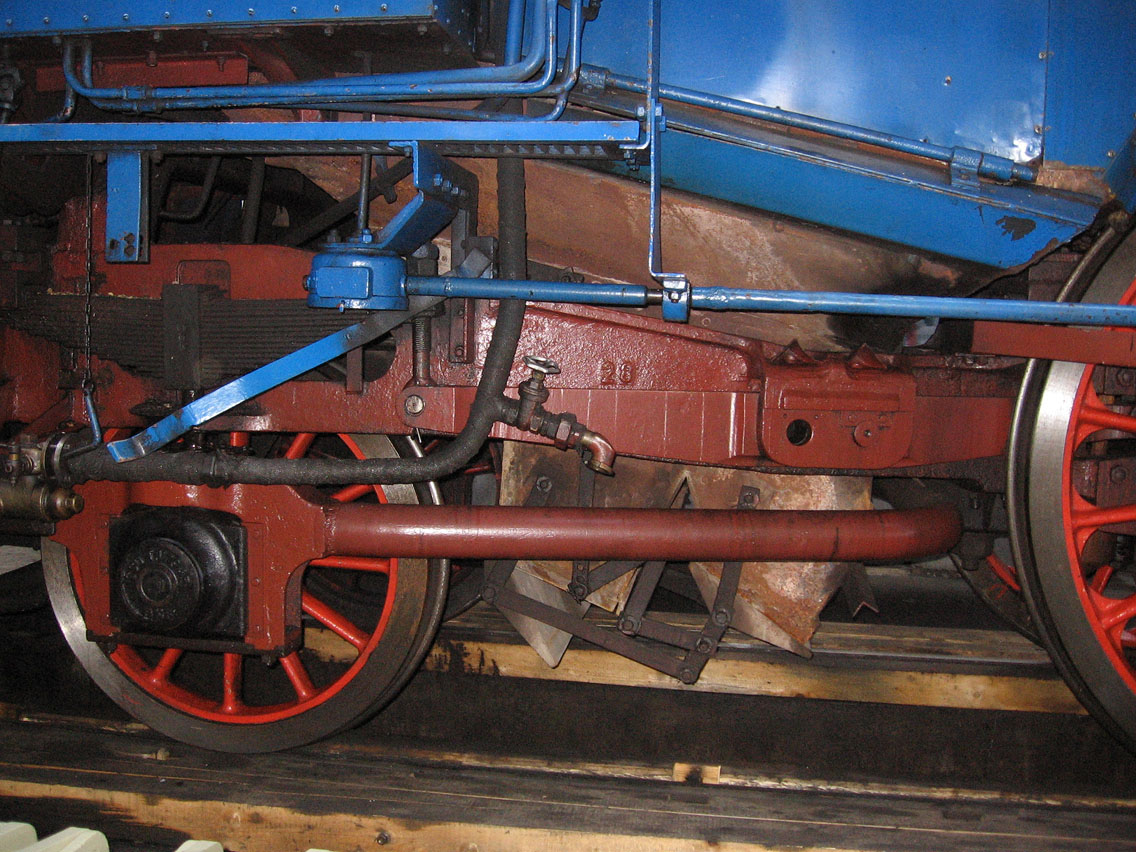
Bisselův podvozek - zadní běhoun 498.022

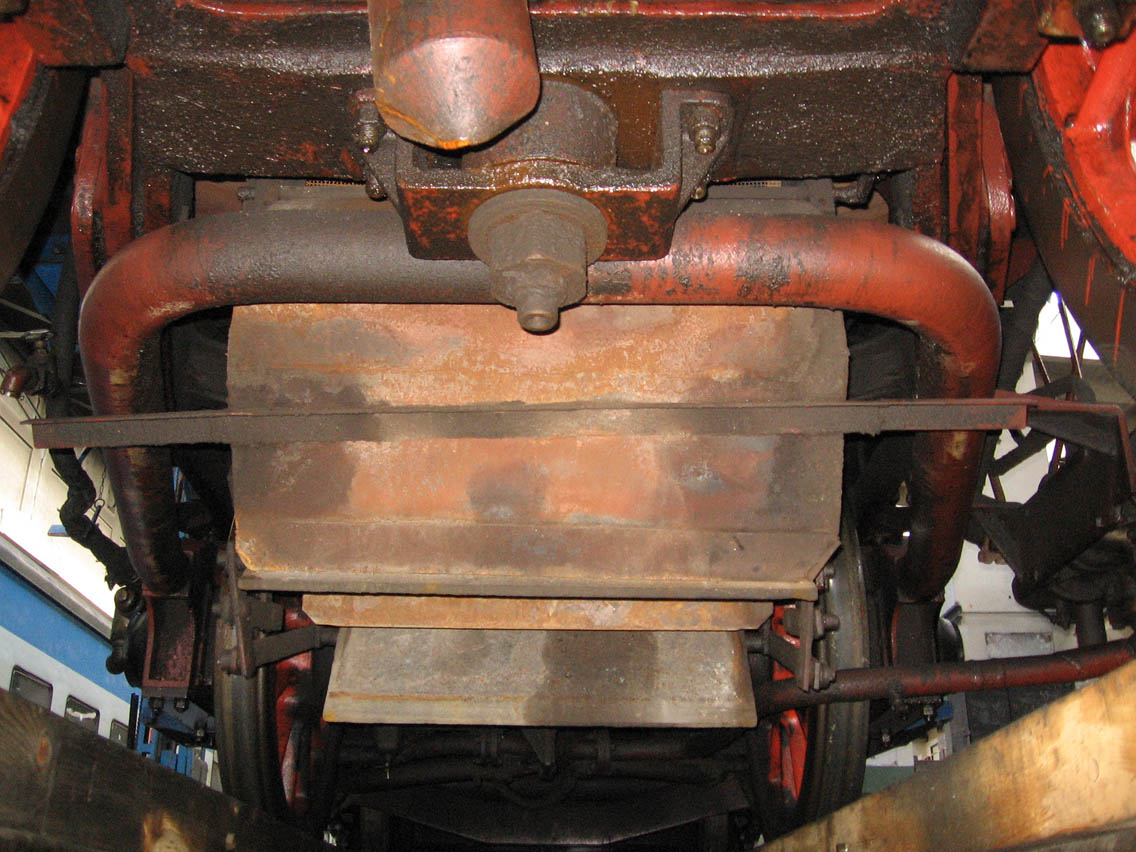
Totéž odspodu

Bisselův podvozek (Bisselův běhoun) je velmi jednoduchým a rozšířeným typem běžného dvojkolí parních lokomotiv a některých starších rámových konstrukcí elektrických a motorových lokomotiv. Tento, zpravidla jednonápravový podvozek má otočný čep posunutý ke středu lokomotivy. Při průjezdu obloukem se tak dvojkolí nejen natočí, ale i posune ke středu oblouku, takže zaujme téměř ideální radiální postavení. V některých případech byla použita i dvounápravová varianta Bisselova podvozku, například na lokomotivě řady 375.0.

## Původ
Vynález tohoto podvozku bývá obecně připisován Levi Bissellovi, který jej navrhl v roce 1857 a patentoval o rok později. Ve své vlasti - Spojených státech amerických - zprvu se svým vynálezem neuspěl. Jako první jej použila britská železniční společnost Eastern Counties Railway v roce 1859 na lokomotivě č. 248. Velmi brzy získal tento podvozek oblibu nejen ve Velké Británii, ale i ve Spojených státech i v ostatních zemích.

### Jazyková poznámka
Na evropském kontinentu se vžilo zkomolené označení Bisselův podvozek s jedním L.